# Demandolx

Demandolx este o comună în departamentul Alpes-de-Haute-Provence din sud-estul Franței. În 1 ianuarie 2022 avea o populație de 111 de locuitori.
Comuna este situată la o altitudine de 1.100 metri. 
Lacul Chaudanne, creat de un rezervor artificial, ocupă o parte din teritoriul comunei.
Demandolx este una dintre cele 46 de comune membre ale Parcului Natural Regional Verdon.
Orașele învecinate cu Demandolx sunt Vergons, Soleilhas, Peyroules, La Garde, Castellane și Saint-Julien-du-Verdon